# Alfred Braunschweiger

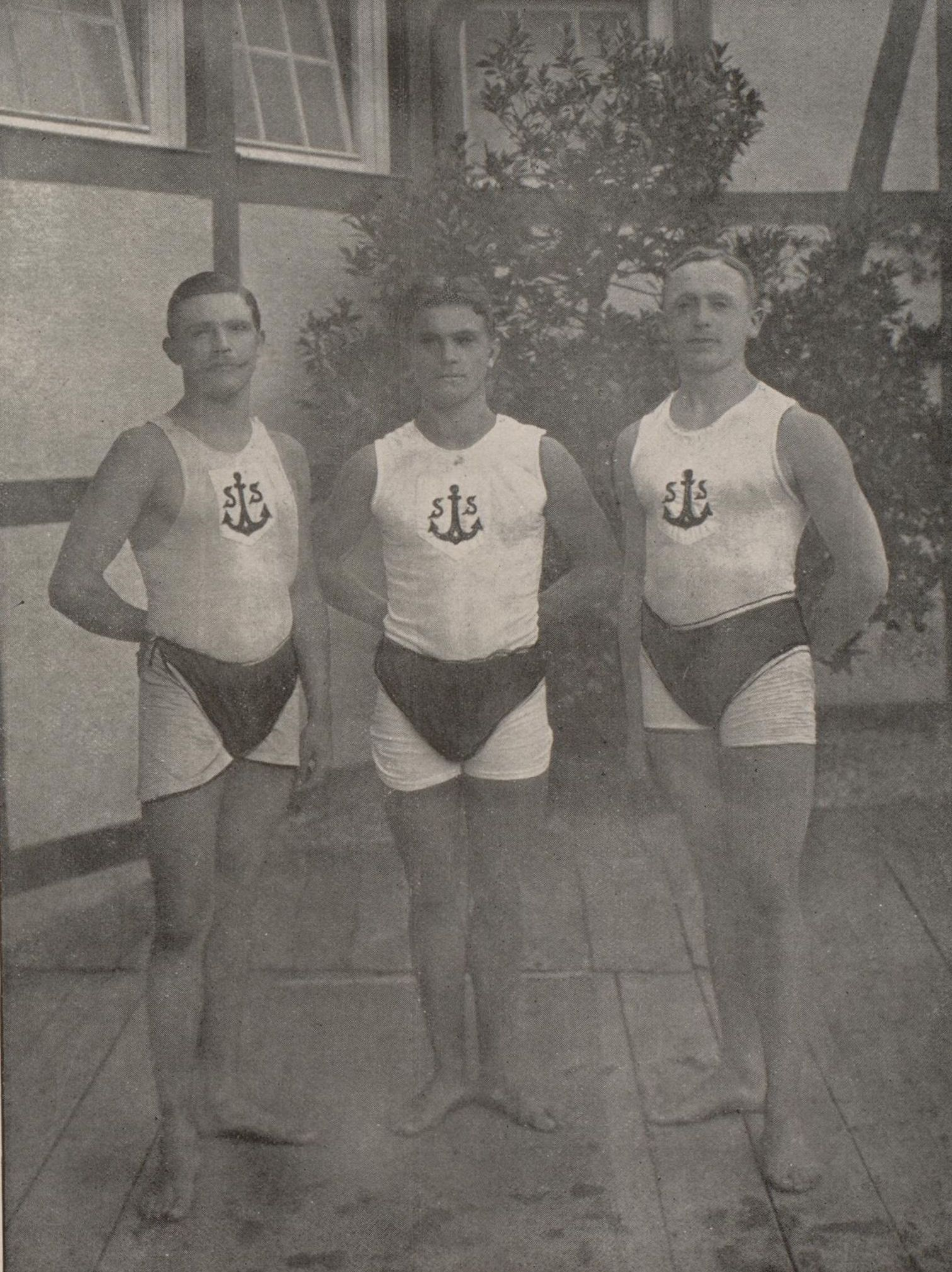
Alfred Braunschweiger posiert mit den Vereinskameraden Walter Schneefuß und Hugo Stellrecht beim Verbandsfest des DSV 1908.

Alfred Braunschweiger (* 16. Oktober 1885 in Stuttgart; † 29. Juni 1952 ebenda) war ein deutscher Wasserspringer vom Schwimmerbund Schwaben Stuttgart. 

## Leben
Braunschweiger war 1903 zusammen mit Waldemar Riemann Deutscher Mehrkampfmeister im Wasserspringen. 
Bei den Olympischen Spielen 1904 in St. Louis wurde das Wasserspringen inmitten der Weltausstellung von einem etwa dreieinhalb Meter über dem Becken angebrachten Brett aus ausgetragen, wobei ursprünglich gar kein Brett vorhanden war. Es nahmen zwei Teilnehmer aus dem gastgebenden Land teil, George Sheldon und Frank Kehoe, sowie die drei Deutschen Georg Hoffmann, Alfred Braunschweiger und Otto Hooff. Die Bewertung der Kampfrichter lautete Sheldon 12,66 Punkte, Hoffmann 11,66 Punkte, Kehoe und Braunschweiger je 11,33 Punkte und dahinter Hooff, dessen Wertung nicht bekannt ist. Zwischen Kehoe und Braunschweiger sollte ein Dive-off um den dritten Platz ausgesprungen werden, was die deutsche Mannschaftsleitung ablehnte. In den meisten Quellen wird daher heute Kehoe als alleiniger Drittplatzierter geführt. 